# Microphoxus breviramus
Microphoxus breviramus is een vlokreeftensoort uit de familie van de Phoxocephalidae. De wetenschappelijke naam van de soort is voor het eerst geldig gepubliceerd in 2002 door Bustamante.